# New Haven-Riverdale
New Haven-Riverdale est un village de l'Île-du-Prince-Édouard, au Canada, situé 17 km à l'ouest de Charlottetown. La municipalité a été incorporée en 1974 et a une population de 473 habitants.
Pour Statistique Canada New Haven-Riverdale est inclus dans le Lot 31